# Il caso Paradine
Il caso Paradine (The Paradine Case) è un film del 1947 diretto da Alfred Hitchcock.
È un adattamento dell'omonimo romanzo di Robert Smythe Hichens del 1933.

## Trama
Anna Maddalena Paradine, bellissima ed enigmatica donna italiana che vive a Londra, è accusata di aver avvelenato il ricco marito, un anziano colonnello diventato cieco. Su consiglio del proprio legale, ingaggia il brillante principe del foro Anthony Keane, che, nonostante sia felicemente sposato, subisce da subito il fascino dell'imputata. 
Keane decide di puntare sulla tesi del suicidio, ritenendo che André Latour, il giovane e devoto cameriere del colonnello, lo abbia aiutato nel suo proposito. Giunto alla villa dei Paradine, ha un duro confronto con André, che accusa la signora Paradine di essere una persona malvagia. Realizzando poi che la moglie Gay si è accorta dell'infatuazione verso la sua cliente, vorrebbe abbandonare il caso, ma Gay preme perché egli continui l'incarico, prevedendo, in caso contrario, un male peggiore per la loro unione. 
Nel corso del processo Keane attacca duramente Latour, suscitando la reazione critica dell'imputata, secondo la quale il marito avrebbe attuato il proprio suicidio da solo. Il giorno successivo, durante l'interrogatorio della Paradine, giunge in aula la notizia che André si è suicidato. La donna crolla e confessa il suo adulterio con André e l'avvelenamento del marito, per poi incolpare Keane di aver spinto al suicidio il giovane, totalmente estraneo al delitto. L'avvocato, sconvolto e pieno di sensi di colpa, abbandona il processo e vorrebbe rinunciare alla carriera, ma viene convinto da Gay a desistere dall'intento, mentre la Paradine salirà al patibolo.

## Produzione
Il caso Paradine è l'ultimo film girato da Alfred Hitchcock con David O. Selznick come produttore.
Il film comportò costi elevatissimi. Ci furono aspre polemiche con la casa di produzione che stimò una cifra di 4.258.000 $.

### Soggetto
Il film venne scritto da David O. Selznick, ma l'adattamento originale fu prima di Hitchcock e Alma Reville, sua moglie, poi di James Bridie che pretese di lavorare alla sceneggiatura in Inghilterra, infine di Ben Hecht (non accreditato) che lasciò la sceneggiatura molto incompleta.

### Sceneggiatura
Il produttore David O. Selznick stravolse radicalmente la sceneggiatura del film prima dell'inizio delle riprese, cambiando volontariamente e unilateralmente molte scene, ritenute importanti dal regista.

### Durata
Originariamente la pellicola aveva la durata di 3 ore ma venne tagliata a 2 ore e 12 minuti dal produttore, che dopo la seconda presentazione mondiale decise di effettuare un'ulteriore riduzione portandola a 1 ora e 44 minuti. Sfortunatamente nel 1980 la pellicola originale venne distrutta da un'alluvione, facendo perdere per sempre la conoscenza della stesura originale del regista Hitchcock.

### Riprese
Dopo quasi un anno di lavoro per la stesura della sceneggiatura, le riprese iniziarono il 19 dicembre 1946. Il film fu ultimato il 7 maggio 1947.
Fu necessario ricostruire in studio a Hollywood il tribunale londinese di Old Bailey. Quattro macchine da presa, ciascuna con operatore e aiuto-operatore, poste in punti differenti, erano puntate su un personaggio o un gruppo di personaggi diversi: in fase di montaggio si sarebbero utilizzate le riprese più significative.

### Cast

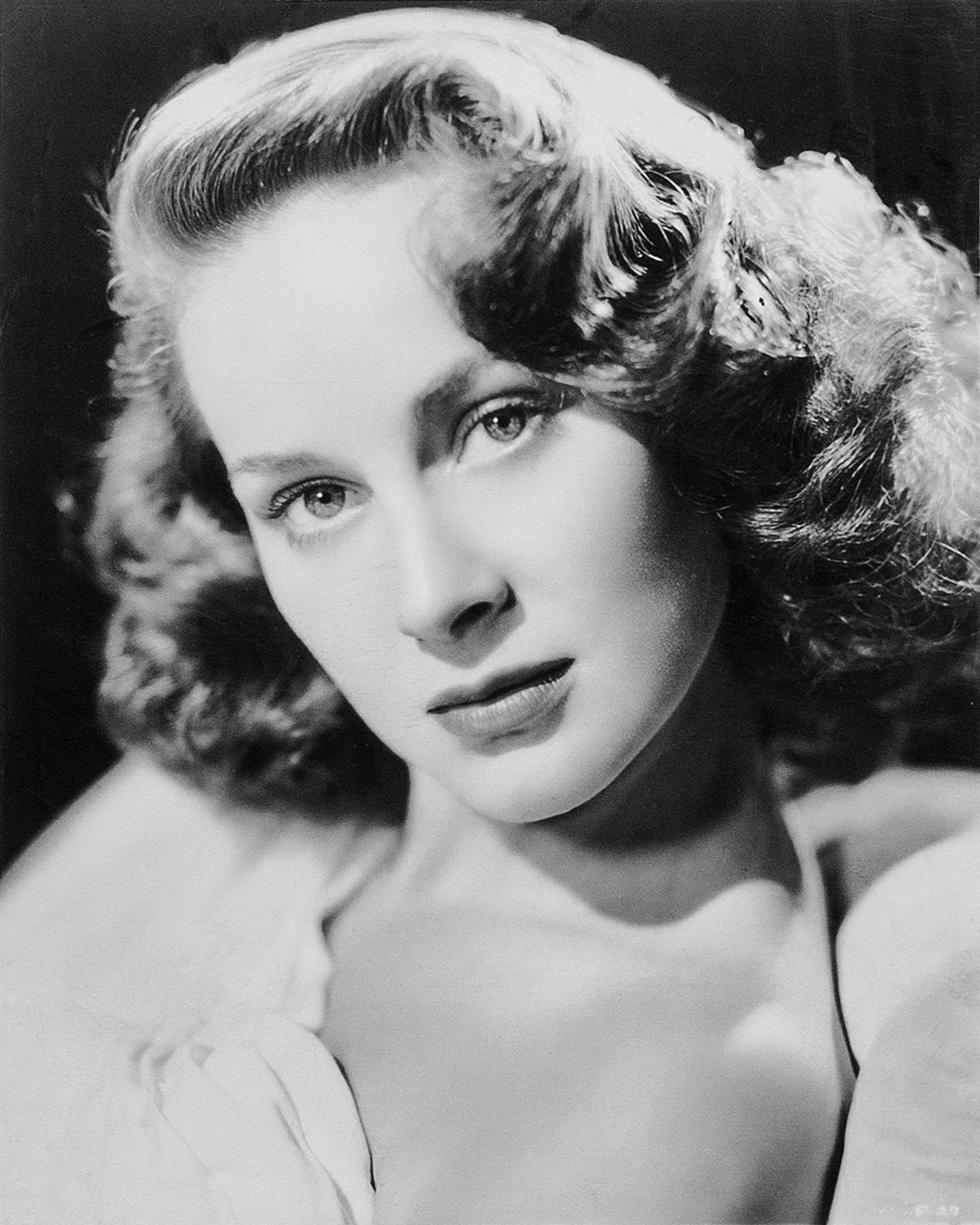
Alida Valli in una foto di scena

Alfred Hitchcock avrebbe originariamente voluto Greta Garbo nella parte della protagonista, ma lei rifiutò. Il ruolo fu affidato ad Alida Valli, che venne scritturata all'ultimo momento e arrivò sul set a riprese già iniziate e non ebbe così la possibilità di imparare la parte; le battute le vennero suggerite per tutta la durata delle riprese. Come per tutto il suo periodo inglese e "americano" la Valli appare nei titoli e nelle locandine soltanto col cognome in corsivo.
Nel ruolo del cameriere, interpretato da Louis Jourdan, attore francese elegante e raffinato, il regista avrebbe preferito un attore in grado di dare un'immagine più rozza e perversa, magari Robert Newton.
La parte dell'avvocato difensore, interpretata da Gregory Peck, era originariamente destinata a Laurence Olivier, che rifiutò l'ingaggio a causa di un impegno teatrale.

## Distribuzione
L'anteprima si tenne a Los Angeles il 29 dicembre 1947.

## Accoglienza
La stampa accolse il film con molte riserve e giudizi negativi; gli incassi furono insufficienti a coprire i costi di produzione.

### Hitchcock su Hitchcock
Hitchcock, nell'intervista rilasciata a François Truffaut, parla di difetti appariscenti, legati soprattutto alla scelta poco appropriata degli attori e all'intreccio poco chiaro; altrove il regista aveva avuto occasione di dichiarare: «...quando si è disattenti e non si padroneggia la materia di una storia è inevitabile che il risultato sia confuso».

### Temi
La critica ebbe modo di individuare i pregi di questa pellicola. Rohmer e Chabrol ne indicano alcuni:
- l'acuto senso della caricatura che il regista esercita in particolare sulla figura del giudice «...grasso, ripugnante, libertino dallo sguardo salace e dai gesti untuosi», uno dei mostri hitchcockiani;
- l'implacabilità con cui il regista descrive la "degradazione di un gentleman", la "tentazione della perdizione" che travolge il brillante avvocato, costringendolo ad attraversare "tutti gli stadi, compresa la gelosia, compreso il disprezzo di sé" culminanti con la "confessione pubblica", estremo tentativo di "lavare la sua vergogna";[4]
- l'invettiva finale contro la pena di morte, portata avanti magistralmente attraverso un personaggio minore - la moglie del giudice - che dà prova di grande umanità.

Bruzzone e Caprara fanno notare che il regista in questo film sviluppa e approfondisce un altro tema non trascurabile, quello della solitudine. La protagonista è sola ad affrontare il suo dramma e a subire le conseguenze del proprio fascino malefico. Sola è costretta a seguire i due ispettori di polizia che la traggono in arresto; viene quindi rinchiusa in prigione, dove la guardiana la spoglia dei suoi gioielli e le disfa la pettinatura controllando che non nasconda niente nei capelli. Sola è nell'aula del tribunale con i suoi segreti inconfessabili: il tradimento e l'uccisione del marito, la passione incontrollata per un uomo che la disprezza e la odia per averlo costretto a disonorarsi. Sola respinge, offesa e sdegnata, l'appassionata difesa dell'avvocato, vittima della sua seduzione e responsabile del suicidio dell'uomo amato. Sola confessa il suo crimine e consapevolmente decide di scontare la sua colpa condannandosi a morte.

### Tecnica cinematografica
«Il film riproduce in maniera precisa la struttura processuale e le sue componenti spettacolari-teatrali».
Ci sono due momenti che, in particolare, illustrano la ricerca espressiva del regista; li descrive lui stesso nell'intervista a Truffaut.
- Il movimento avvolgente con cui la macchina da presa segue Latour che entra in aula alle spalle dell'imputata, immobile e apparentemente impassibile, in realtà profondamente turbata. Per dare la sensazione che lei lo sente quasi fisicamente, con l'odorato, filma una scena in più riprese: una panoramica a duecento gradi su Latour che avanza dalla porta alla sbarra, un primissimo piano sulla donna davanti allo schermo di trasparenza, seduta su uno sgabello girevole per ristabilire l'effetto di rotazione, infine la macchina da presa che ritorna su Latour.
- La sconfitta e l'uscita di scena di Keane: un'inquadratura quasi perpendicolare, dall'alto al basso, dal totale al primissimo piano, mostra l'uomo tra le file dei banchi; quando poi egli lascia il tribunale, viene inquadrato in diagonale allo schermo come se venisse accompagnato fuori campo.

## Riconoscimenti
Ethel Barrymore fu candidata ai premi Oscar 1948 come migliore attrice non protagonista.

## Adattamenti
La Lux Radio Theatre registrò un adattamento del film che andò in onda il 9 maggio 1949, i cui protagonisti furono Alida Valli, Joseph Cotten e Louis Jourdan.